# Jimmy Carl Black
Pour les articles homonymes, voir Black.
Jimmy Carl Black, né James Inckanish Jr. le 1er février 1938 à El Paso (Texas) et décédé le 1er novembre 2008, est un musicien américain. Il jouait principalement de la batterie, mais savait aussi jouer de la trompette et de la guitare.
Il faisait partie de la formation originale des Mothers of Invention, le groupe de Frank Zappa, de 1964 à 1969. Il apparaît dans le film 200 Motels, où il chante la chanson Lonesome Cow-Boy Burt.
Il était connu comme the Indian of the group car on l'entend dire Hi, boys and girls, I'm Jimmy Carl Black and I'm the Indian of the group à quelques reprises sur les disques, notamment sur l'album We're Only in It for the Money (chansons Are You Hung Up ? et Concentration Moon) ; en effet, il a un héritage Cheyenne. Cette citation aura été reprise par le dessinateur Gotlib lors du premier tome de sa saga Rhââ Lovely.
Il a joué avec Frank Zappa, mais aussi avec Jimi Hendrix, Janis Joplin, B.B. King, The Grateful Dead, Cream, The Doors, Joe Cocker et Eugene Chadbourne.
Dans les années 70 il joue avec Captain Beefheart, fonde les groupes Geronimo Black, puis The Grandmothers avec Bunk Gardner et Don Preston, d'anciens des Mothers.
Il vivait en Allemagne.

## Discographie
- 1966 : Freak Out! de Frank Zappa & The Mothers of Invention
- 1967 : Absolutely Free de Frank Zappa & Mothers of Invention
- 1968 : We're Only In It For The Money de Frank Zappa & Mothers of Invention
- 1968 : Lumpy Gravy de Frank Zappa
- 1968 : Cruising With Ruben & The Jets de Frank Zappa & The Mothers of Invention
- 1969 : Uncle Meat de Frank Zappa
- 1969 : Burnt Weeny Sandwich de Frank Zappa & The Mothers of Invention
- 1971 : 200 Motels de Frank Zappa & The Mothers of Invention
- 1981 : You Are What You Is de Frank Zappa
- 1988 : You Can't Do That on Stage Anymore, Vol. 1 de Frank Zappa
- 1989 : You Can't Do That on Stage Anymore, Vol. 3 de Frank Zappa
- 1991 : You Can't Do That on Stage Anymore, Vol. 5 de Frank Zappa
- 1993 : Ahead of Their Time de Frank Zappa (enregistré en 1968).
- 1993 : Locked In A Dutch Coffee Shop avec Eugene Chadbourne